# Christos Nicolaides
Christos Nicolaides (Grieks: Χρήστος Νικολαΐδης) (28 augustus 1975) is een Cypriotisch voormalig voetbalscheidsrechter. Hij was in dienst van FIFA en UEFA tussen 2009 en 2017. Ook leidde hij tot 2018 wedstrijden in de A Divizion.
In Europees verband debuteerde hij op 5 juli 2012 tijdens een wedstrijd tussen Bangor City en Zimbru Chisinau in de voorronde van de UEFA Europa League; het eindigde in 0–0 en Nicolaides trok vijfmaal een gele kaart. Zijn eerste interland floot hij op 13 november 2016, toen Hongarije met 4–0 won van Andorra door doelpunten van Zoltán Gera, Ádám Lang, Ádám Gyurcsó en Ádám Szalai. Tijdens deze wedstrijd toonde Nicolaides aan de Hongaren László Kleinheisler en Mihály Korhut een gele kaart.

## Interlands
| Datum            | Plaats               | Wedstrijd            | Uitslag | Competitie           | Kreeg geel | Kreeg voor de tweede keer geel en dus rood | Weggestuurd |
| ---------------- | -------------------- | -------------------- | ------- | -------------------- | ---------- | ------------------------------------------ | ----------- |
| 13 november 2016 | Boedapest, Hongarije | Hongarije – Andorra  | 4 – 0   | WK 2018 kwalificatie | 2          | 0                                          | 0           |
| 14 november 2017 | Boekarest, Roemenië  | Roemenië – Nederland | 0 – 3   | Vriendschappelijk    | 2          | 0                                          | 0           |